# Heunensäule

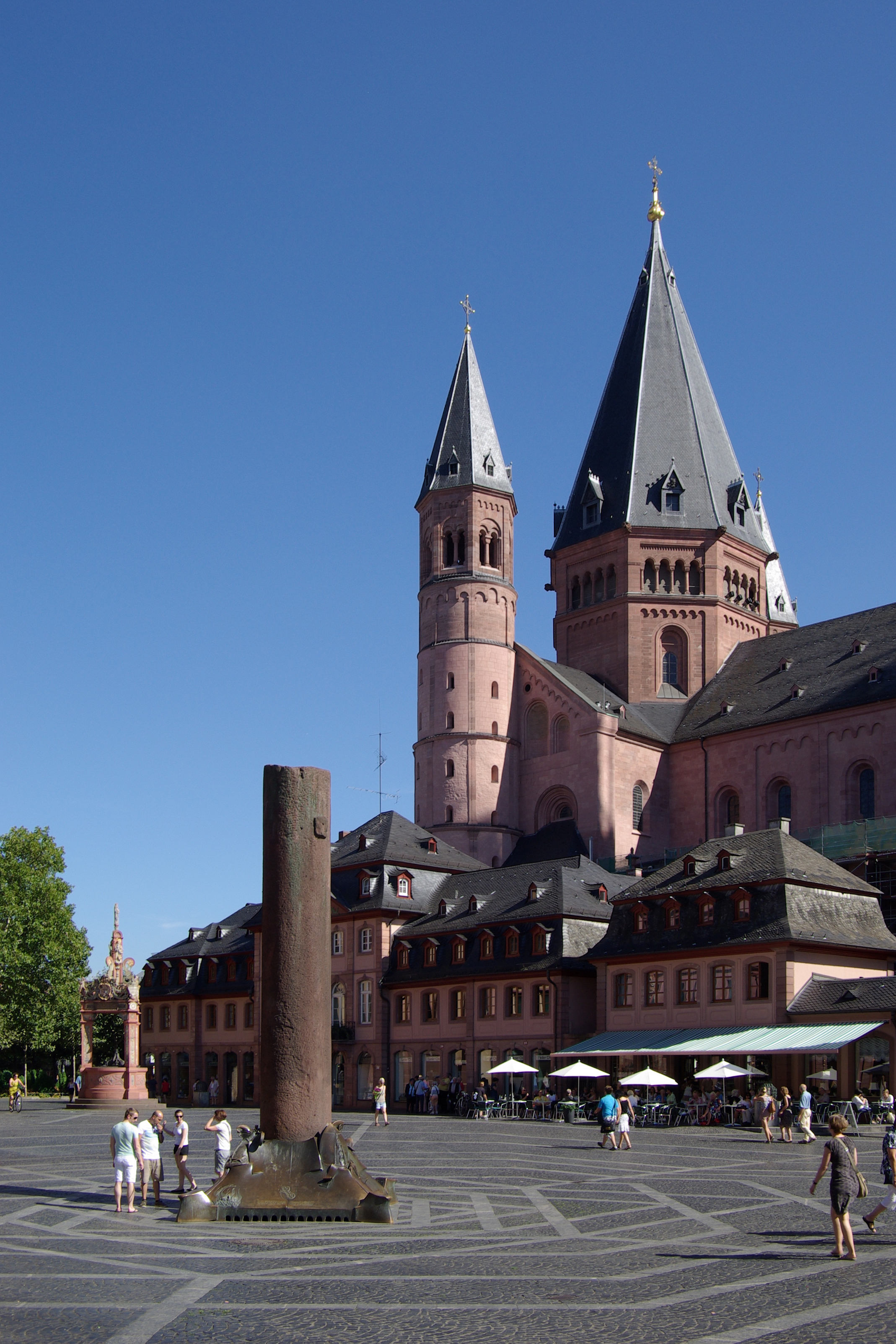
Pilier Heunensäule à la place « Markt ».

Le Heunensäule est un monument qui se dresse près de la cathédrale Saint-Martin de Mayence, sur la place du Marché de Mayence, plus simplement appelée « Markt ».

## Origine
Le Heunensäule provient des carrières de Mainbullau près de Miltenberg. Il y a plus de mille ans, lors de la construction de la Cathédrale Saint-Martin de Mayence, il était envisager de dresser des colonnes de grès ; cependant le maître d’œuvre décida qu’elles n’étaient pas utiles et elles ne furent jamais intégrées à la construction de l'édifice. L’une d’entre elles se trouve désormais dans le parc de la cathédrale : elle fut offerte comme cadeau de la ville de Miltenberg, pour le millénaire de la cathédrale en 1975. Le Heunensäule de Mayence pèse 16 tonnes, mesure 6,40 m de haut et présente un diamètre de 1,20 m. 
Elle comporte une plaque explicative et est entouréé d’un socle en bronze exécuté par le sculpteur palatin Gernot Rumpf. Il représente très en détail différents chapitres de l’histoire de Mayence et le génie de la ville.